# Conceição Estudante
Conceição Maria de Sousa Nunes Almeida Estudante é uma política portuguesa que ocupou vários cargos no Governo Regional da Madeira durante a presidência de Alberto João Jardim.

## Biografia
Conceição Estudante é licenciada em Direito e pós-graduada em Administração Hospitalar. Foi diretora do serviço de pessoal do Centro Hospitalar do Funchal e, em 1981, foi encarregada pelo secretário regional dos Assuntos Sociais de montar o serviço central de pessoal daquela Secretaria Regional.
Em 1986, desempenhou o cargo de diretora de recursos humanos da Sociedade Imobiliária de Empreendimentos Turísticos Savoy, tendo posteriormente sido diretora-adjunta dos hóteis Savoy e Santa Isabel, no Funchal.
Em 1992, foi nomeada diretora regional de Turismo, cargo que manteve até 2000. Foi secretária regional (cargo paralelo ao de ministro num governo nacional) entre 2000 e 2015. Em novembro de 2000, foi nomeada secretária regional dos Assuntos Sociais e, em 2007, secretária regional do Turismo e Transportes; finalmente, entre 2011 e 2015, foi secretária regional da Cultura, Turismo e Transportes.